# Aeropuerto Internacional General Roberto Fierro Villalobos
El Aeropuerto Internacional General Roberto Fierro Villalobos o  Aeropuerto Internacional de Chihuahua (Código IATA: CUU - Código OACI: MMCU - Código DGAC: CUU)  es un aeropuerto internacional localizado a 13 kilómetros de la ciudad de Chihuahua, Chihuahua, México. Maneja tráfico nacional e internacional. Es el segundo aeropuerto con mayor cantidad de pasajeros y de operaciones en el estado de Chihuahua. Cuenta con una capacidad para 40 operaciones y 450 pasajeros por hora. Actualmente se encuentra en ampliación y remodelación, así también cuenta con una amplia terminal de carga que se conecta con destinos nacionales e internacionales.

## Información

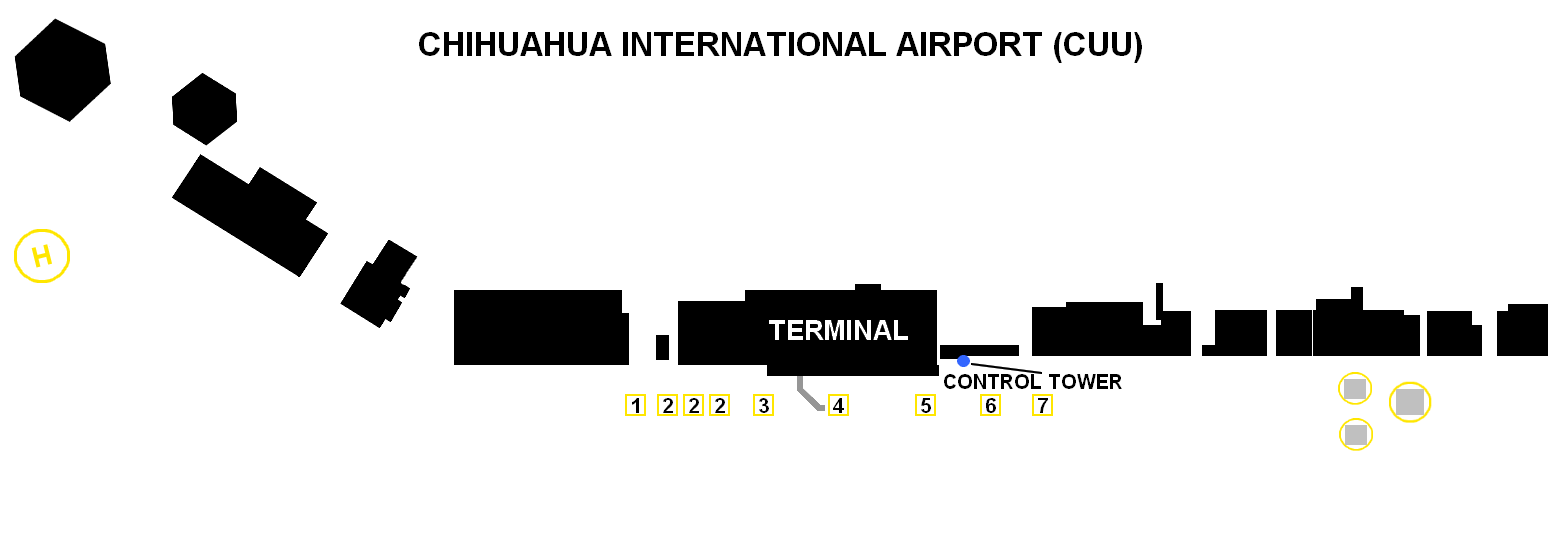
Mapa de la Terminal

El creciente desarrollo industrial del municipio de Chihuahua, el interés de empresas especializadas en carga y la actividad económica de la región han marcado la pauta para que el Aeropuerto de Chihuahua desarrolle una Terminal de Carga Aérea que satisfaga sus necesidades.
El aeropuerto ha registrado un crecimiento de más de quince por ciento en pasajeros durante la última década. 
El aeropuerto cuenta con la exclusiva sala de Aeroméxico, el Salón Premier. 
El aeropuerto cuenta con siete posiciones en la plataforma de aviación comercial y cuenta con dos plataformas de aviación general denominadas norte y sur, además de una plataforma en la Terminal de carga, con la capacidad operativa para recibir un DC-8. 
El aeropuerto fue nombrado por Roberto Fierro Villalobos, un piloto aviador de la Fuerza Aérea Mexicana durante la Revolución de los 1920s originario de este Estado.
Para 2021, Chihuahua recibió a 1 363 937 pasajeros, mientras que para 2022 recibió a 1 727 006 pasajeros, según datos publicados por Grupo Aeroportuario Centro Norte.

## Base Aérea Militar
La Base Aérea Militar n.º 13 son instalaciones de la Fuerza Aérea Mexicana ubicadas en el Aeropuerto de Chihuahua, albergan al Escuadrón Aéreo 110 que opera aeronaves Cessna 182. Cuenta con una plataforma de aviación de 14,500 metros cuadrados, 3 hangares y demás instalaciones para el alojamiento de efectivos de la fuerza aérea. Su comandante es el general de grupo piloto aviador diplomado de Estado Mayor Aéreo Raúl Milpa Mejía.

## Aerolíneas y destinos

### Pasajeros
| Destinos por aerolínea                                                                              | Destinos por aerolínea                                                            | Destinos por aerolínea |
| Aerolínea                                                                                           | Destinos                                                                          | Alianza                |
| --------------------------------------------------------------------------------------------------- | --------------------------------------------------------------------------------- | ---------------------- |
| Aeroméxico                                                                                          | Ciudad de México                                                                  | SkyTeam                |
| Aeroméxico Connect                                                                                  | Ciudad de México                                                                  | SkyTeam                |
| AeroPacífico                                                                                        | Los Mochis                                                                        | N/A                    |
| American Airlines                                                                                   | Dallas/Fort Worth                                                                 | Oneworld               |
| Magnicharters                                                                                       | Estacional: Cancún, Mazatlán, Monterrey, Puerto Vallarta                          | N/A                    |
| Señor Air                                                                                           | Cabo San Lucas                                                                    | N/A                    |
| TAR                                                                                                 | Culiacán, Hermosillo, La Paz, Los Mochis, Querétaro                               | N/A                    |
| Viva                                                                                                | Cancún, Ciudad de México, Ciudad de México–AIFA, Guadalajara, Mazatlán, Monterrey | N/A                    |
| Volaris                                                                                             | Ciudad de México, Denver, Guadalajara, Tijuana                                    | N/A                    |
| Total: 16 destinos (14 nacionales, 2 internacionales), 9 aerolíneas (8 nacionales, 1 internacional) |                                                                                   |                        |

### Destinos nacionales
Cuenta con 14 destinos nacionales a través de 8 aerolíneas. El destino de Aeroméxico también es operado por Aeroméxico Connect.
| Destinos nacionales del Aeropuerto de Chihuahua CUU CSL CUN MEX NLU CUL GDL HMO LAP LMM MZT MTY PVR QRO TIJ | Destinos nacionales del Aeropuerto de Chihuahua CUU CSL CUN MEX NLU CUL GDL HMO LAP LMM MZT MTY PVR QRO TIJ | Destinos nacionales del Aeropuerto de Chihuahua CUU CSL CUN MEX NLU CUL GDL HMO LAP LMM MZT MTY PVR QRO TIJ | Destinos nacionales del Aeropuerto de Chihuahua CUU CSL CUN MEX NLU CUL GDL HMO LAP LMM MZT MTY PVR QRO TIJ | Destinos nacionales del Aeropuerto de Chihuahua CUU CSL CUN MEX NLU CUL GDL HMO LAP LMM MZT MTY PVR QRO TIJ | Destinos nacionales del Aeropuerto de Chihuahua CUU CSL CUN MEX NLU CUL GDL HMO LAP LMM MZT MTY PVR QRO TIJ | Destinos nacionales del Aeropuerto de Chihuahua CUU CSL CUN MEX NLU CUL GDL HMO LAP LMM MZT MTY PVR QRO TIJ | Destinos nacionales del Aeropuerto de Chihuahua CUU CSL CUN MEX NLU CUL GDL HMO LAP LMM MZT MTY PVR QRO TIJ | Destinos nacionales del Aeropuerto de Chihuahua CUU CSL CUN MEX NLU CUL GDL HMO LAP LMM MZT MTY PVR QRO TIJ |
| Destinos | Viva | TAR | Magnicharters                                                                                               | Volaris | Aeroméxico                                                                                                  | AeroPacífico                                                                                                | Señor Air                                                                                                   | # |
| --- | --- | --- | --- | --- | --- | --- | --- | --- |
| Cabo San Lucas (CSL)                                                                                        | | | | | | | • | 1 |
| Cancún (CUN)                                                                                                | • | | • | | | | | 2 |
| Ciudad de México (MEX)                                                                                      | • | | | • | • | | | 3 |
| Ciudad de México (NLU)                                                                                      | • | | | | | | | 1 |
| Culiacán (CUL)                                                                                              | | • | | | | | | 1 |
| Guadalajara (GDL)                                                                                           | • | | | • | | | | 2 |
| Hermosillo (HMO)                                                                                            | | • | | | | | | 1 |
| La Paz (LAP)                                                                                                | | • | | | | | | 1 |
| Los Mochis (LMM)                                                                                            | | • | | | | • | | 2 |
| Mazatlán (MZT)                                                                                              | • | | • | | | | | 2 |
| Monterrey (MTY)                                                                                             | • | | • | | | | | 2 |
| Puerto Vallarta (PVR)                                                                                       | | | • | | | | | 1 |
| Querétaro (QRO)                                                                                             | | • | | | | | | 1 |
| Tijuana (TIJ)                                                                                               | | | | • | | | | 1 |
| Total | 6 | 5 | 4 | 3 | 1 | 1 | 1 | 14 |

### Destinos internacionales
Se brinda servicio a 2 ciudades extranjeras en Estados Unidos, a cargo de 2 aerolíneas.
| Ciudades                                  | Nombre del aeropuerto                         | Aerolíneas        |
| Norteamérica                              | Norteamérica                                  | Norteamérica      |
| ----------------------------------------- | --------------------------------------------- | ----------------- |
| Estados Unidos (2 destinos, 2 aerolíneas) |                                               |                   |
| Dallas                                    | Aeropuerto Internacional de Dallas-Fort Worth | American Airlines |
| Denver                                    | Aeropuerto Internacional de Denver            | Volaris           |
| Total: 2 destinos, 1 país, 2 aerolíneas   |                                               |                   |

## Aerolíneas de carga
| Aerolínea | Destinos                                                        |
| --------- | --------------------------------------------------------------- |
| Estafeta  | Dallas/Fort Worth, El Paso, Monterrey, San Luis Potosí, Tijuana |

## Estadísticas

### Tráfico anual
| Año  | Pasajeros Totales | cambio en % |
| 2000 | 562,590           | Sin cambios |
| 2001 | 515,154           | 9.20%       |
| 2002 | 511,625           | 0.68%       |
| 2003 | 541,531           | 5.84%       |
| 2004 | 556,074           | 2.68%       |
| 2005 | 599,977           | 7.89%       |
| 2006 | 664,392           | 10.76 %     |
| 2007 | 854,757           | 28.65 %     |
| 2008 | 833,793           | 2.52 %      |
| 2009 | 745,165           | 11.89%      |
| 2010 | 828,123           | 11.13 %     |
| 2011 | 782,133           | 5.88%       |
| 2012 | 855,129           | 9.33 %      |
| 2013 | 885,659           | 3.57 %      |
| 2014 | 961,538           | 8.56 %      |
| 2015 | 1,110,513         | 15.49 %     |
| 2016 | 1,305,961         | 17.59 %     |
| 2017 | 1,409,579         | 7.93 %      |
| 2018 | 1,556,770         | 12.36%      |
| 2019 | 1,699,816         | 9.19%       |
| 2020 | 818,151           | 51.9%       |
| 2021 | 1,363,937         | 66.7%       |
| 2022 | 1,727,006         | 26.6%       |
| 2023 | 1,905,714         | 10.35%      |
| 2024 | 1,850,383         | 2.90%       |
| ---- | ----------------- | ----------- |

### Rutas más transitadas
| Número | Ciudad                    | Pasajeros | Ranking     | Aerolínea                                     |
| ------ | ------------------------- | --------- | ----------- | --------------------------------------------- |
| 1      | Ciudad de México          | 371,815   | Sin cambios | Aeroméxico, Aeroméxico Connect, Viva, Volaris |
| 2      | Guadalajara, Jalisco      | 128,533   | Sin cambios | Viva, Volaris                                 |
| 3      | Monterrey, Nuevo León     | 122,255   | Sin cambios | Magnicharters, Viva                           |
| 4      | Tijuana, Baja California  | 68,810    | 1           | Volaris                                       |
| 5      | Cancún, Quintana Roo      | 63,826    | 1           | Magnicharters, Viva, Volaris                  |
| 6      | Dallas, Texas             | 48,236    |             | American Airlines                             |
| 7      | Valle de México           | 41,974    |             | Viva                                          |
| 8      | Denver, Colorado          | 19,027    |             | Volaris                                       |
| 9      | Mazatlán, Sinaloa         | 16,347    | 3           | Magnicharters, Viva                           |
| 10     | Mexicali, Baja California | 6,313     |             | Volaris                                       |

## Accidentes e incidentes
- El 27 de julio de 1981, el Vuelo 230 de Aeroméxico, un DC 9 de Aeroméxico "Yucatán" que había salido de la Ciudad de Monterrey e hizo una escala en Chihuahua para continuar a Hermosillo y Tijuana, se salió de la pista debido a los fuertes vientos, falleciendo 30 de los 66 pasajeros a bordo.[6]

- El 9 de julio de 2020 una aeronave Cessna T206H Stationair TC con matrícula XB-HGS propiedad de Aerolíneas del Pacífico que realizaba un vuelo privado entre el Aeródromo de Témoris y el Aeropuerto de Chihuahua perdió el control debido a las condiciones climáticas, haciendo que la pequeña aeronave se precipitara a tierra en el Municipio de Bocoyna. El piloto y los 3 pasajeros sobrevivieron.[7][8][9]

- El 19 de mayo de 2025, una aeronave Northrop F-5E Tiger II con matrícula 4504 operada por la Fuerza Aérea Mexicana que realizaba un vuelo local sobre la Base Aérea Militar #13 de Chihuahua, sufrió un colapso en el tren de aterrizaje principal derecho al aterrizar en el Aeropuerto de Chihuahua, lo que causó el cierre momentáneo del aeropuerto hasta que la aeronave dañada fue retirada de la pista. No hubo lesionados.[10][11][12]

- El 30 de mayo de 2025, una aeronave privada Cessna 172H Skyhawk con matrícula 	XB-OXW que realizaba un vuelo entre el Aeropuerto Internacional del Norte y el Aeropuerto de Chihuahua se desplomó bajo circunstancias desconocida durante su fase de crucero en el municipio de Castaños, Coahuila, matando a sus 2 ocupantes.[13][14]

## Aeropuertos cercanos
Los aeropuertos más cercanos son:
- Aeropuerto Internacional de El Paso (347km)
- Aeropuerto Internacional Abraham González (352km)
- Aeropuerto Internacional de Ciudad Obregón (407km)
- Aeropuerto Internacional Francisco Sarabia (430km)
- Aeropuerto McClellan-Palomar (436km)